# Friedrich Gustav Carl Ulrich Franz von Schnehen
Friedrich Gustav Carl Ulrich Franz von Schnehen (Berlim, 10 de novembro de 1808 – Schloss Klützkow, 26 de agosto de 1893), senhor de Klützkow, Bahnitz e Wendenberg, foi um político e nobre alemão.
Ele foi um conselheiro do governo prussiano e um cavaleiro da Ordem de São João.